# Quetzalcóatl

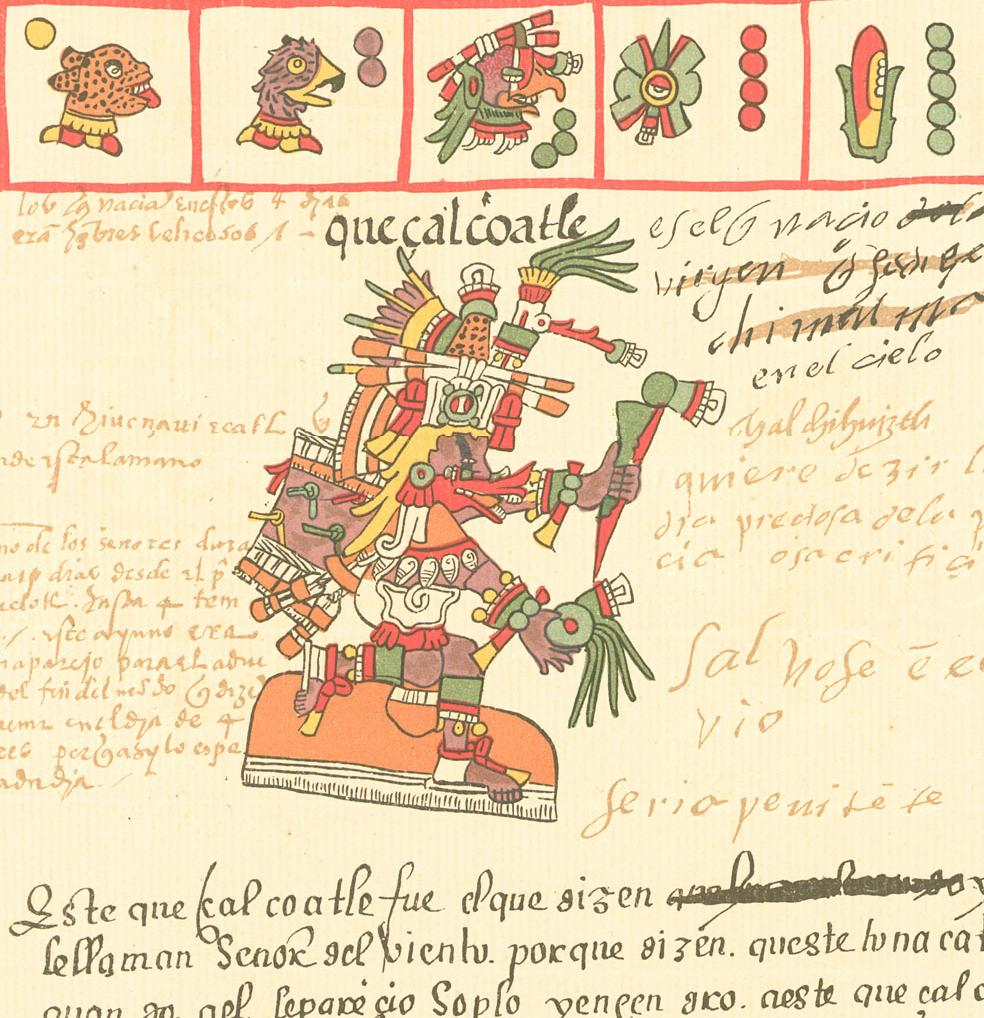
Quetzalcoatl como descrito no Codex Telleriano-Remensis

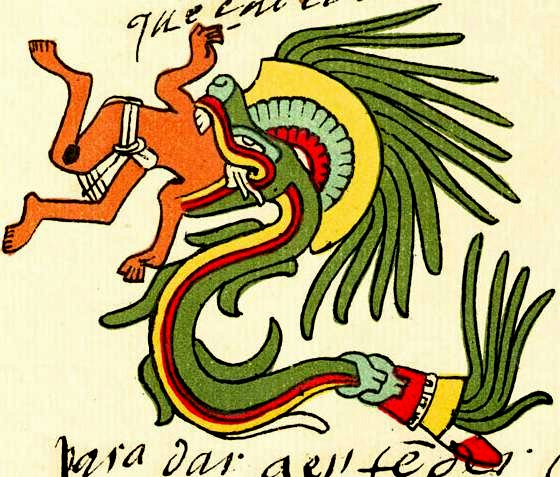
Quetzalcoatl em forma de serpente emplumada, conforme representado no Codex Telleriano-Remensis

Quetzalcoatl é uma divindade na cultura e na literatura mesoamericanas cujo nome vem da Língua náuatle e significa "serpente emplumada" ou "serpente de penas quetzal". A adoração de uma Serpente Emplumada foi documentada pela primeira vez no Teotihuacan no primeiro século a.C. ou no primeiro século d.C.. Esse período situa-se no período do pré-clássico até o início do período clássico (400 a.C. - 600 d.C.) da cronologia mesoamericana, e a veneração da figura parece ter se espalhado por toda a Mesoamérica pelo período clássico tardio (600–900 d.C.).
No período pós-clássico (900 a 1519 d.C.), o culto da serpente emplumada foi baseado no principal centro religioso mexicano de Cholula. É neste período que a divindade é conhecida por ter sido chamada "Quetzalcoatl" por seus seguidores nahuas. No território maia, ele era aproximadamente equivalente a Kukulkan e Gukumatz, nomes que também se traduzem aproximadamente como "serpente emplumada" em diferentes idiomas maias.
Quetzalcoatl, o deus asteca do vento, do ar e do aprendizado, usa em volta do pescoço o "peitoral do vento" ehecailacocozcatl, "a joia do vento em espiral e voluta" feita de uma concha.  Este talismã era uma concha cortada na seção transversal e provavelmente foi usado como um colar por governantes religiosos, como foram descobertos em sepultamentos em sítios arqueológicos em toda a Mesoamérica e provavelmente simbolizava padrões testemunhados em furacões, vórtices de poeira, conchas e redemoinhos, que eram forças elementares que tinham significado na mitologia asteca. Nos desenhos do códice, Quetzalcoatl e Xolotl eram retratados usando um ehecailacocozcatl em volta de cada um de seus pescoços. Além disso, houve pelo menos um grande estoque de oferendas com facas e ídolos adornados com os símbolos de mais de um deus, alguns dos quais foram adornados com joias de vento.
Na era que se seguiu à conquista do Império Asteca pelos espanhóis no século XVI, várias fontes confundem Quetzalcoatl com Ce Acatl Topiltzin, um governante da cidade mítico-histórica de Tollan. É uma questão de muito debate entre historiadores em que grau ou se de alguma forma essas narrativas sobre esse lendário governante tolteca descrevem eventos históricos. Além disso, as primeiras fontes espanholas escritas por clérigos tendem a identificar o governante-deus Quetzalcoatl dessas narrativas com Hernán Cortés ou o Apóstolo Tomé - uma identificação que também é fonte de uma diversidade de opiniões sobre a natureza de Quetzalcoatl.
Entre os astecas, cujas crenças são as mais bem documentadas nas fontes históricas, Quetzalcoatl estava relacionado aos deuses do vento, do planeta Vênus, da aurora, dos mercadores e das artes, artesanato e conhecimentos. Ele também era o deus patrono do sacerdócio asteca, da aprendizagem e do conhecimento.  Quetzalcoatl foi um dos vários deuses importantes no panteão asteca, junto com os deuses Tlaloc, Tezcatlipoca e Huitzilopochtli. Dois outros deuses representados pelo planeta Vênus são o aliado de Quetzalcoatl, Tlaloc, que é o deus da chuva, e o gêmeo e psicoponte de Quetzalcoatl, que é chamado Xolotl .
Os animais considerados como representando Quetzalcoatl incluem quetzals resplandecentes, cascavéis (coatl significando serpente em Nahuatl), corvos e araras. Em sua forma de Ehecatl ele é o vento e é representado por macacos-aranha, patos e pelo próprio vento. Em sua forma como a estrela da manhã, Vênus, ele também é descrito como uma águia-harpia. Nas lendas mazatecas, a divindade astrólogica Tlahuizcalpantecuhtli, que também é representada por Vênus, tem uma relação próxima com Quetzalcoatl.

## Divindade serpente emplumada na Mesoamérica
A serpente emplumada tem sido adorada por muitos grupos etnopolíticos diferentes na história mesoamericana.  A existência de tal culto pode ser vista através de estudos da iconografia de diferentes culturas mesoamericanas, nas quais os motivos da serpente são frequentes. Com base nos diferentes sistemas simbólicos usados nos retratos da divindade da serpente emplumada em diferentes culturas e períodos, os estudiosos interpretaram o significado religioso e simbólico da deidade da serpente emplumada nas culturas mesoamericanas.

### Representações iconográficas

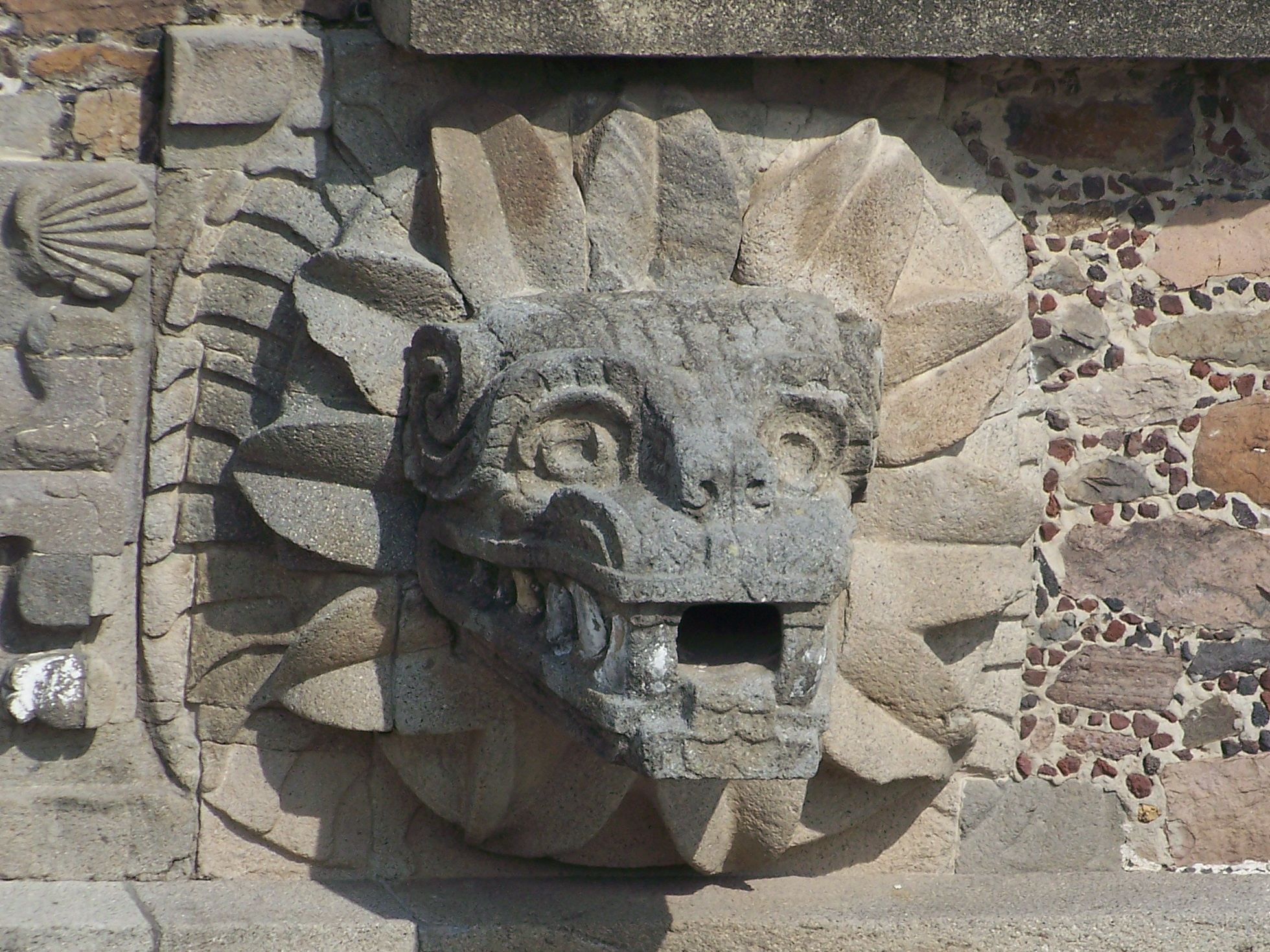
Cabeça de serpente emplumada no complexo Ciudadela em Teotihuacan

Acredita-se que a representação iconográfica mais antiga da divindade seja encontrada na Estela 19, no sítio olmeca de La Venta , representando uma serpente que se ergue atrás de uma pessoa provavelmente envolvida em um ritual xamânico. Acredita-se que esta representação tenha sido feita por volta de 900 a.C.  Embora provavelmente não seja exatamente uma descrição da mesma divindade emplumada adorada em períodos clássicos e pós-clássicos, ela mostra a continuidade do simbolismo das serpentes emplumadas na Mesoamérica desde o período formativo e, por exemplo, em comparação com a visão da Serpente Maia mostrada abaixo .

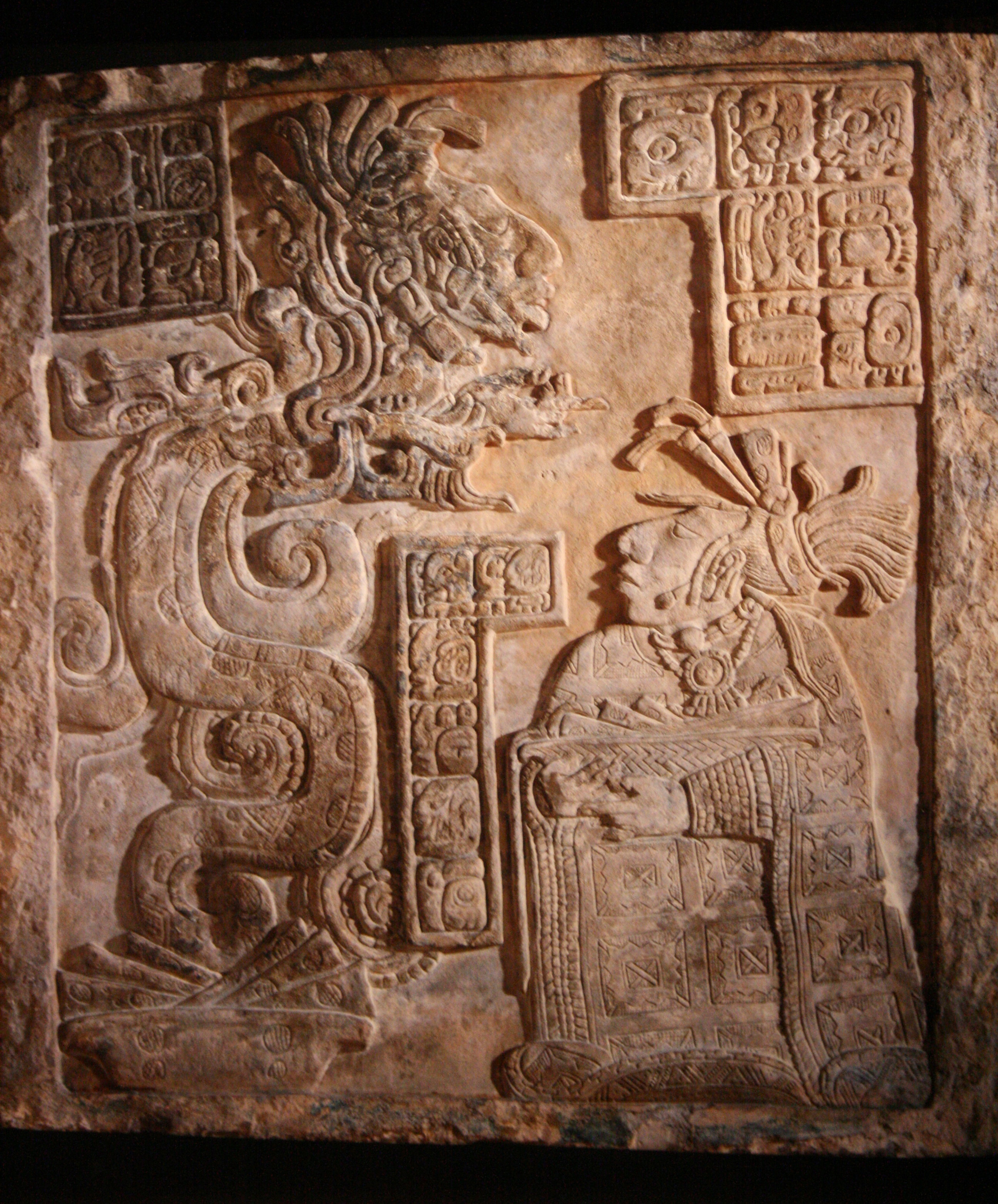
Visão da Serpente representada no lintel 15 de Yaxchilan.

A primeira cultura a usar o símbolo de uma serpente emplumada como um importante símbolo religioso e político foi Teotihuacan. Em templos como o apropriadamente chamado "templo de Quetzalcoatl" no complexo de Ciudadela, serpentes emplumadas aparecem proeminentemente e se alternam com um tipo diferente de cabeça de serpente.  As primeiras representações da serpente emplumada eram totalmente zoomórficas, descrevendo a serpente como uma cobra real, mas já entre os maias clássicos, a divindade começou a adquirir características humanas.
Na iconografia do período clássico, a imagem da serpente maia também é predominante: uma cobra é frequentemente vista como a personificação do próprio céu, e uma serpente visionária é uma ajudante xamânica que apresenta reis maias com visões do submundo .
O registro arqueológico mostra que após a queda de Teotihuacan, que marcou o início do período epi-clássico na cronologia mesoamericana, por volta de 600 d.C., o culto da serpente emplumada se espalhou para os novos centros religiosos e políticos no centro do México, centros como Xochicalco, Cacaxtla e Cholula.  A iconografia da serpente emplumada é proeminente em todos esses locais. Cholula é conhecido por ter permanecido como o mais importante centro de culto a Quetzalcoatl, a versão asteca/nahua da divindade serpente emplumada, no período pós-clássico.
Durante o período epi-clássico, uma difusão dramática de iconografia de serpente emplumada é evidenciada em toda a Mesoamérica, e durante este período começa a figurar proeminentemente em locais como Chichén Itzá , El Tajín e em toda a área maia. Fontes documentais coloniais da região maia falam frequentemente da chegada de estrangeiros do planalto central mexicano, muitas vezes liderados por um homem cujo nome se traduz como "Serpente Emplumada".  Tem sido sugerido que essas histórias lembram a disseminação do culto da serpente emplumada nos períodos epi-clássico e pós-clássico.
Representada como a serpente emplumada, Quetzalcoatl também se manifestou no vento, uma das forças mais poderosas da natureza, e essa relação foi capturada em um texto na língua nahuatl: 
Quetzalcoatl; yn ehecatl ynteiacancauh yntlachpancauh in tlaloque, yn aoaque, yn qujqujiauhti. Auh yn jquac molhuja eheca, mjtoa: teuhtli quaqualaca, ycoioca, tetecujca, tlatlaiooa, tlatlapitza, tlatlatzinj, motlatlaueltia.

Quetzalcoatl—he was the wind, the guide and road sweeper of the rain gods, of the masters of the water, of those who brought rain. And when the wind rose, when the dust rumbled, and it crack and there was a great din, became it became dark and the wind blew in many directions, and it thundered; then it was said: "[Quetzalcoatl] is wrathful."
 Quetzalcoatl também estava ligado ao governo e ao ofício sacerdotal; além disso, entre os toltecas foi usado como título e emblema militar.
Na pós-clássica civilização Nahua do México central (asteca), a adoração de Quetzalcoatl era onipresente. Os rituais do culto podem ter envolvido a ingestão de cogumelos alucinógenos (psilocibes), considerados sagrados. O centro mais importante era Cholula, onde a maior pirâmide do mundo era dedicada à sua adoração. Na cultura asteca, as representações de Quetzalcoatl eram totalmente antropomórficas.  Quetzalcoatl foi associado com o deus do vento Ehecatl e é frequentemente representado com sua insígnia: uma máscara semelhante a um bico.

### Interpretações

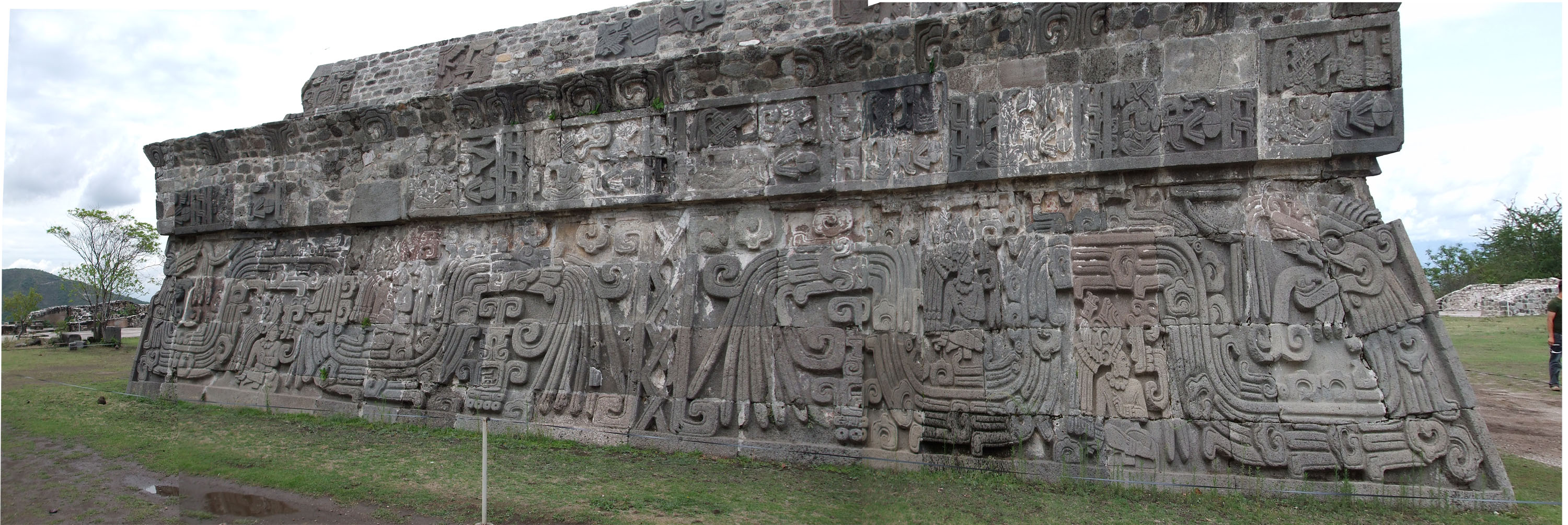
Templo da Serpente Emplumada em Xochicalco, adornado com uma Serpente de penas totalmente zoomórfica.

Com base nas representações iconográficas de Teotihuacan da serpente emplumada, o arqueólogo Karl Taube argumentou que a serpente emplumada era um símbolo de fertilidade e estruturas políticas internas que contrastavam com a Serpente de Guerra que simbolizava a expansão militar para o exterior do império de Teotihuacan. O historiador Enrique Florescano também analisando a iconografia teotihuacana argumenta que a Serpente Emplumada fazia parte de uma tríade de divindades agrícolas: a Deusa da Caverna simbolizando a maternidade, reprodução e vida, Tlaloc, deus da chuva, relâmpago e trovão e a serpente emplumada deus da renovação da vegetação.  A serpente emplumada estava, além disso, conectada ao planeta Vênus por causa da importância deste planeta como um sinal do começo da estação chuvosa. Para as culturas teotihuacana e maia, Vênus também se ligava simbolicamente à guerra.
Embora normalmente não seja emplumada, a iconografia clássica da serpente maia parece relacionada à crença em uma divindade da serpente relacionada ao céu, a Vênus, ao criador, à guerra e à fertilidade.  No exemplo de Yaxchilan, a Serpente Visionista tem a face humana do jovem deus do milho, sugerindo ainda uma conexão com a fertilidade e a renovação da vegetação; o deus Maia Young Maize também estava ligado a Vênus.
Em Xochicalco, as representações da serpente emplumada são acompanhadas pela imagem de um soberano armado sentado e o hieróglifo do signo do dia do Vento. Sabe-se que o dia do vento é associado com fertilidade, Vênus e com a guerra entre os maias, frequentemente ocorrendo em relação a Quetzalcoatl em outras culturas mesoamericanas.
Com base na iconografia da divindade da serpente emplumada em locais como Teotihuacan, Xochicalco, Chichén Itzá, Tula e Tenochtitlan combinados com certas fontes etnohistóricas, o historiador David Carrasco argumentou que a função preeminente da deidade serpente emplumada em toda a história mesoamericana era ser a divindade padroeira do centro urbano, um deus da cultura e civilização.

## Na cultura asteca

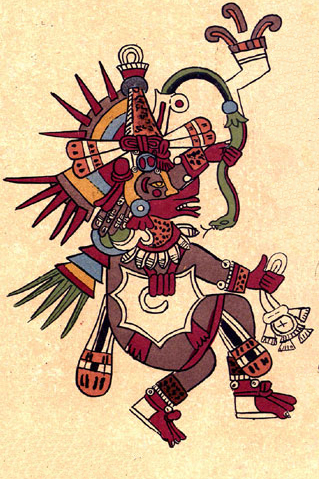
Quetzalcoatl como descrito no Codex Borbonicus.

Para os astecas, Quetzalcoatl era, como seu nome indica, uma serpente emplumada, um réptil voador (muito parecido com um dragão), que era um fazedor de fronteiras (e transgressor) entre a terra e o céu. Ele era uma divindade criadora, tendo contribuído essencialmente para a criação da Humanidade.  Ele também tinha formas antropomórficas, por exemplo em seus aspectos como Ehecatl, o deus do vento.  Entre os astecas, o nome Quetzalcoatl também era um título sacerdotal, já que os dois mais importantes sacerdotes do Templo Mayor asteca eram chamados de "Quetzalcoatl Tlamacazqui". No calendário ritual asteca, diferentes divindades estavam associadas aos nomes do ciclo do ano: Quetzalcoatl estava ligado ao ano Ce Acatl (Um Reed), que se correlaciona com o ano de 1519.

## Mitos

### Atributos

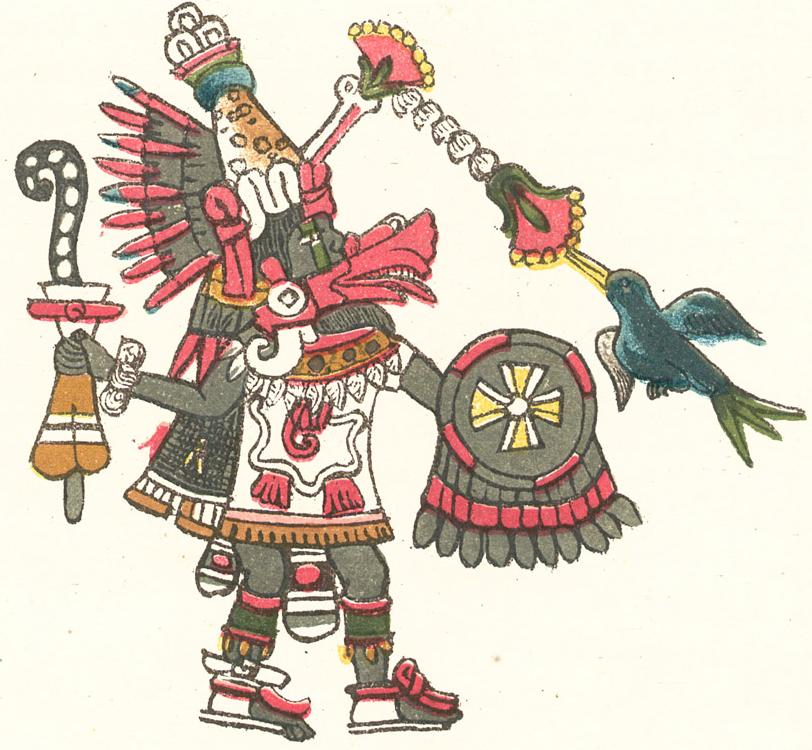
Quetzalcoatl como descrito no Codex Magliabechiano.

O significado e os atributos exatos de Quetzalcoatl variaram um pouco entre as civilizações e a história. Existem várias histórias sobre o nascimento de Quetzalcoatl.  Em uma versão do mito, Quetzalcoatl nasceu de uma virgem chamada Chimalman, a quem o deus Onteol apareceu em um sonho. Em outra história, a virgem Chimalman concebeu Quetzalcoatl engolindo uma esmeralda. Uma terceira história narra que Chimalman foi atingido no útero por uma flecha disparada por Mixcoatl e nove meses depois ela deu à luz uma criança que se chamava Quetzalcoatl. Uma quarta história narra que Quetzalcoatl nasceu de Coatlicue, que já tinha quatrocentos filhos que formaram as estrelas da Via Láctea.
De acordo com outra versão do mito, Quetzalcoatl é um dos quatro filhos de Ometecuhtli e Omecihuatl, os quatro Tezcatlipocas, cada um dos quais preside uma das quatro direções cardeais.  Sobre o Ocidente preside o Tezcatlipoca Branco, Quetzalcoatl, o deus da luz, justiça, misericórdia e vento. Sobre o Sul preside o Tezcatlipoca Azul, Huitzilopochtli, o deus da guerra.  Sobre o Oriente preside o Tezcatlipoca Vermelho, Xipe Totec, o deus do ouro, agricultura e primavera.  E sobre o Norte preside a Tezcatlipoca Negra, conhecida por nenhum outro nome além de Tezcatlipoca, o deus do juízo, da noite, do engano, da feitiçaria e da Terra.  Quetzalcoatl era frequentemente considerado o deus da estrela da manhã, e seu irmão gêmeo Xolotl era a estrela da tarde (Vênus).  Como a estrela da manhã, ele era conhecido pelo título Tlahuizcalpantecuhtli, que significa "senhor da estrela da aurora". Ele era conhecido como o inventor dos livros e do calendário, o doador do milho para a humanidade, e às vezes como um símbolo da morte e ressurreição. Quetzalcoatl era também o patrono dos padres e o título dos sumos sacerdotes astecas. Algumas lendas descrevem-no em oposição ao sacrifício humano enquanto outros o descrevem praticando-o.
A maioria das crenças mesoamericanas incluía ciclos de sóis. Muitas vezes nosso tempo atual era considerado o quinto sol, os quatro anteriores foram destruídos por enchente, fogo e similares. Quetzalcoatl foi para Mictlan, o submundo, e criou a humanidade do quinto mundo a partir dos ossos das raças anteriores (com a ajuda de Cihuacoatl), usando seu próprio sangue, de uma ferida que infligiu em seus lóbulos da orelha, panturrilhas, língua e pênis para imbuir os ossos com nova vida.
Isto também sugere que ele era filho de Xochiquetzal e Mixcoatl.[carece de fontes?]
No Codex Chimalpopoca, é dito que Quetzalcoatl foi coagido por Tezcatlipoca a se embebedar em pulque, brincando com sua irmã, Quetzalpetlatl, uma sacerdotisa celibatária, e negligenciando seus deveres religiosos  (Muitos acadêmicos concluem que essa passagem implica incesto). Na manhã seguinte, Quetzalcoatl, sentindo vergonha e arrependimento, mandou seus servos construírem um baú de pedra, adorná-lo em turquesa e, em seguida, deitá-lo no baú e incendiá-lo. Suas cinzas subiram para o céu e então seu coração se seguiu, tornando-se a estrela da manhã (veja Tlahuizcalpantecuhtli).

## Crença em Cortés como Quetzalcoatl

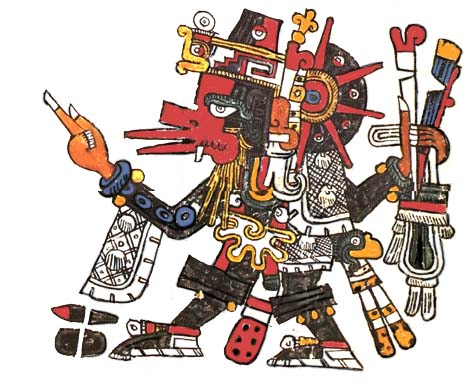
Quetzalcoatl em forma humana, usando os símbolos de Ehecatl, do Codex Borgia.

Desde o século XVI, tem sido amplamente considerado que o imperador asteca Moctezuma II inicialmente acreditava que o desembarque de Hernán Cortés em 1519 seria o retorno de Quetzalcoatl. Essa visão tem sido questionada por etno-historiadores que argumentam que a conexão de Quetzalcoatl-Cortés não é encontrada em nenhum documento criado independentemente da influência espanhola pós-conquista, e que há pouca prova de uma crença pré-hispânica no retorno de Quetzalcoatl. A maioria dos documentos que expõem essa teoria são de origem inteiramente espanhola, como as cartas de Cortés a Charles V da Espanha, nas quais Cortés se empenha em apresentar a  ingenuidade dos astecas em geral como uma grande ajuda para sua conquista do México.
Grande parte da ideia de Cortés ser visto como uma divindade pode ser rastreada até o Códice Florentino, escrito cerca de 50 anos após a conquista.  Na descrição do Codex do primeiro encontro entre Montezuma e Cortés, o governante asteca é descrito como fazendo um discurso preparado no oratório clássico de Nahuatl, um discurso que, como descrito no códice escrito pelo franciscano Bernardino de Sahagún e seus informantes Tlatelolcan, incluído tais declarações prostradas de admiração divina ou quase divina como:
"Você graciosamente veio à terra, aproximou-se graciosamente da sua água, do seu alto lugar no México, você desceu ao seu tapete, seu trono, que eu guardei para você brevemente, eu que costumava guardar para você."
e:
"Você graciosamente chegou, conheceu a dor, conheceu o cansaço, agora venha à terra, descanse, entre no seu palácio, descanse seus membros; Que nossos senhores venham na terra."
Sutilezas e uma compreensão erudita imperfeita do estilo retórico náuatle alto dificultam a determinação exata desses comentários, mas Restall argumenta que Montezuma está oferecendo seu trono educadamente para Cortés (se é que ele já fez o discurso, como relatado) pode bem foram entendidos exatamente como o oposto do que se pretendia dizer: polidez na cultura asteca era uma forma de afirmar domínio e demonstrar superioridade.  Este discurso, que tem sido amplamente referido, tem sido um fator na crença generalizada de que Montezuma estava se dirigindo a Cortés como o deus que retorna Quetzalcoatl.
Outros partidos também promulgaram a ideia de que os mesoamericanos acreditavam que os conquistadores, e em particular Cortés, seriam deuses aguardados: mais notavelmente os historiadores da ordem franciscana, como Fray Gerónimo de Mendieta. Alguns franciscanos nessa época possuíam crenças milenaristas e alguns deles acreditavam que a vinda de Cortés para o Novo Mundo inaugurou a era final da evangelização antes da vinda do milênio. Franciscanos como Toribio de Benavente "Motolinia" viam elementos do cristianismo nas religiões pré-colombianas e, portanto, acreditavam que a Mesoamérica havia sido evangelizada antes, possivelmente por São Tomás, que a lenda tinha "ido pregar para além do Ganges". Os Franciscanos então compararam o Quetzalcoatl original com São Tomás e imaginaram que os índios há muito aguardavam seu retorno para participar novamente do reino de Deus.  O historiador Matthew Restall conclui que:
A lenda dos senhores que retornaram, originada durante a guerra hispano-mexicana no retrabalho de Cortés no discurso de boas-vindas de Moctezuma, tinha, por volta de 1550, se fundido com a lenda de Cortés-Quetzalcoatl que os franciscanos começaram a se espalhar na década de 1530. (Restall 2001: 114)
Alguns estudiosos sustentam que a queda do Império Asteca pode ser atribuída em parte à crença em Cortés como o retorno de Quetzalcoatl, notavelmente em trabalhos de David Carrasco (1982), HB Nicholson (2001 (1957)) e John Pohl (2016).  No entanto, a maioria dos estudiosos mesoamericanistas como Matthew Restall (2003), James Lockhart (1994), Susan D. Gillespie (1989), Camilla Townsend (2003a, 2003b), Louise Burkhart, Michel Graulich e Michael E. Smith (2001) entre outros, consideram o "mito de Quetzalcoatl-Cortés" como um dos muitos mitos sobre a conquista espanhola que surgiram no período inicial pós-conquista.  Deve-se notar que a ideia de que Cortés ou os Espanhóis como grupo ou indivíduos representava um deus específico (por exemplo, Quetzalcoatl) ou deuses em geral não está presente entre outros povos mesoamericanos (Zapotecas, Mixtecas, Maya, Quiche, Tzeltal, Tzotzil, etc.).

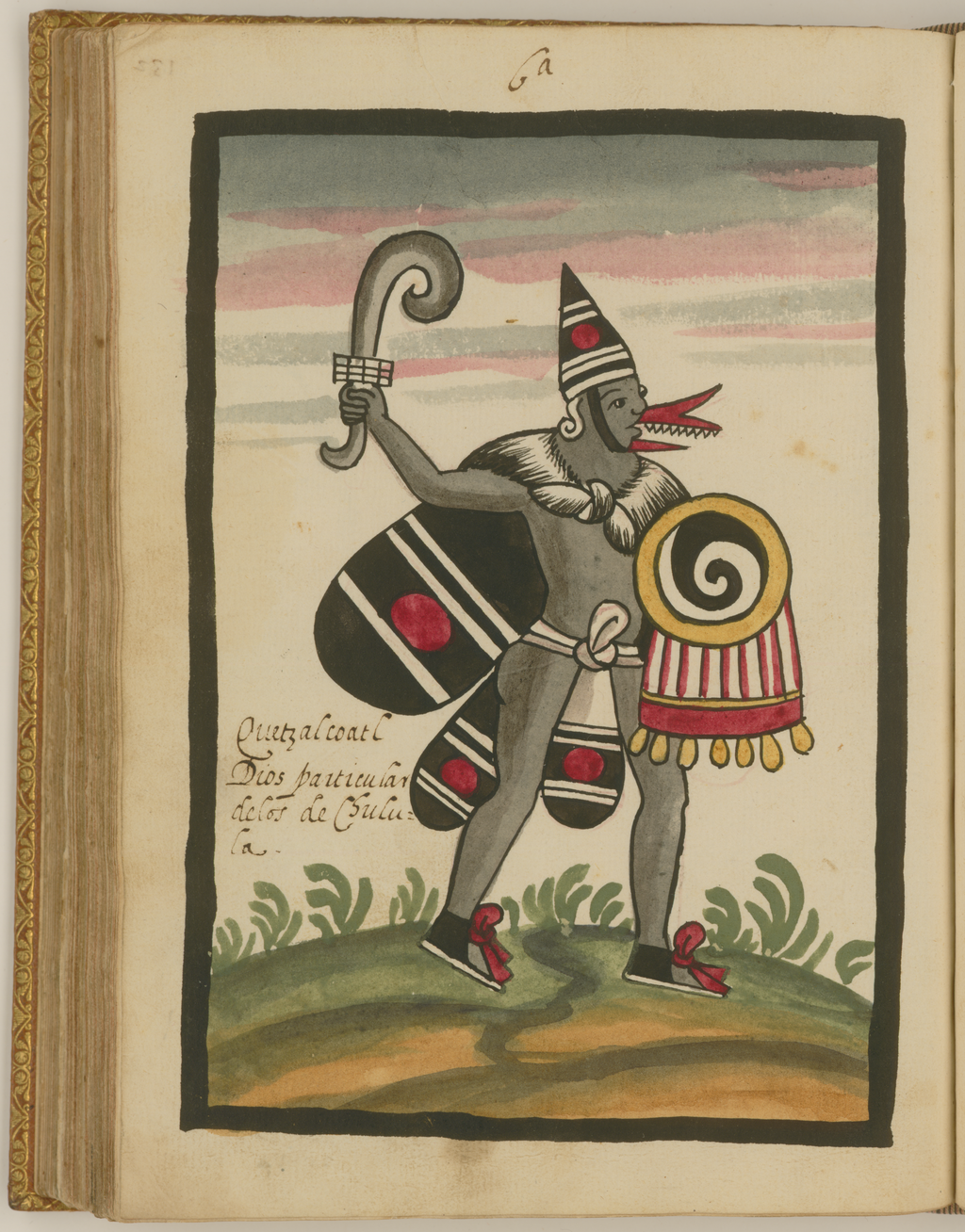
Quetzalcoatl como descrito no Tovar Codex pós-conquista.

Não há dúvida de que a lenda de Quetzalcoatl desempenhou um papel significativo no período colonial. No entanto, esta lenda provavelmente tem uma base em eventos que ocorreram imediatamente antes da chegada dos espanhóis.  Uma exposição de 2012 no Museu de Arte do Condado de Los Angeles e no Museu de Arte de Dallas, "Os Filhos da Serpente Emplumada: o Legado de Quetzalcoatl no México Antigo", demonstrou a existência de uma poderosa confederação de nahuas orientais, mixtecas e zapotecas juntamente com os povos que dominaram em todo o sul do México entre 1200-1600 (Pohl, Fields e Lyall 2012, Harvey 2012, Pohl 2003).  Eles mantiveram uma grande peregrinação e centro comercial em Cholula, Puebla, a qual os espanhóis compararam a Roma e Meca, porque o culto do deus uniu seus constituintes através de um campo de valores sociais, políticos e religiosos comuns sem dominá-los militarmente.  Esta confederação se envolveu em quase setenta e cinco anos de conflito quase contínuo com o Império Asteca da Tríplice Aliança até a chegada de Cortés. Membros dessa confederação de Tlaxcala, Puebla e Oaxaca forneceram aos espanhóis o exército que primeiro reclamou a cidade de Cholula de sua facção dominante pró-asteca e, finalmente, derrotou a capital asteca de Tenochtitlán (Cidade do México). A Tlaxcalteca, juntamente com outras cidades-estados do outro lado da planície de Puebla, forneceu apoio auxiliar e logístico para as conquistas da Guatemala e do oeste do México, enquanto os caciques mixtecas e zapotecas conquistaram monopólios no transporte terrestre do comércio de galeões de Manila através do México, e formaram relações altamente lucrativas com a ordem dominicana no novo sistema econômico mundial do império espanhol que explica muito do legado duradouro das formas de vida indígenas que caracterizam o sul do México e explicam a popularidade das lendas de Quetzalcoatl que continuaram através do colonialismo até o presente dia.

## Uso contemporâneo

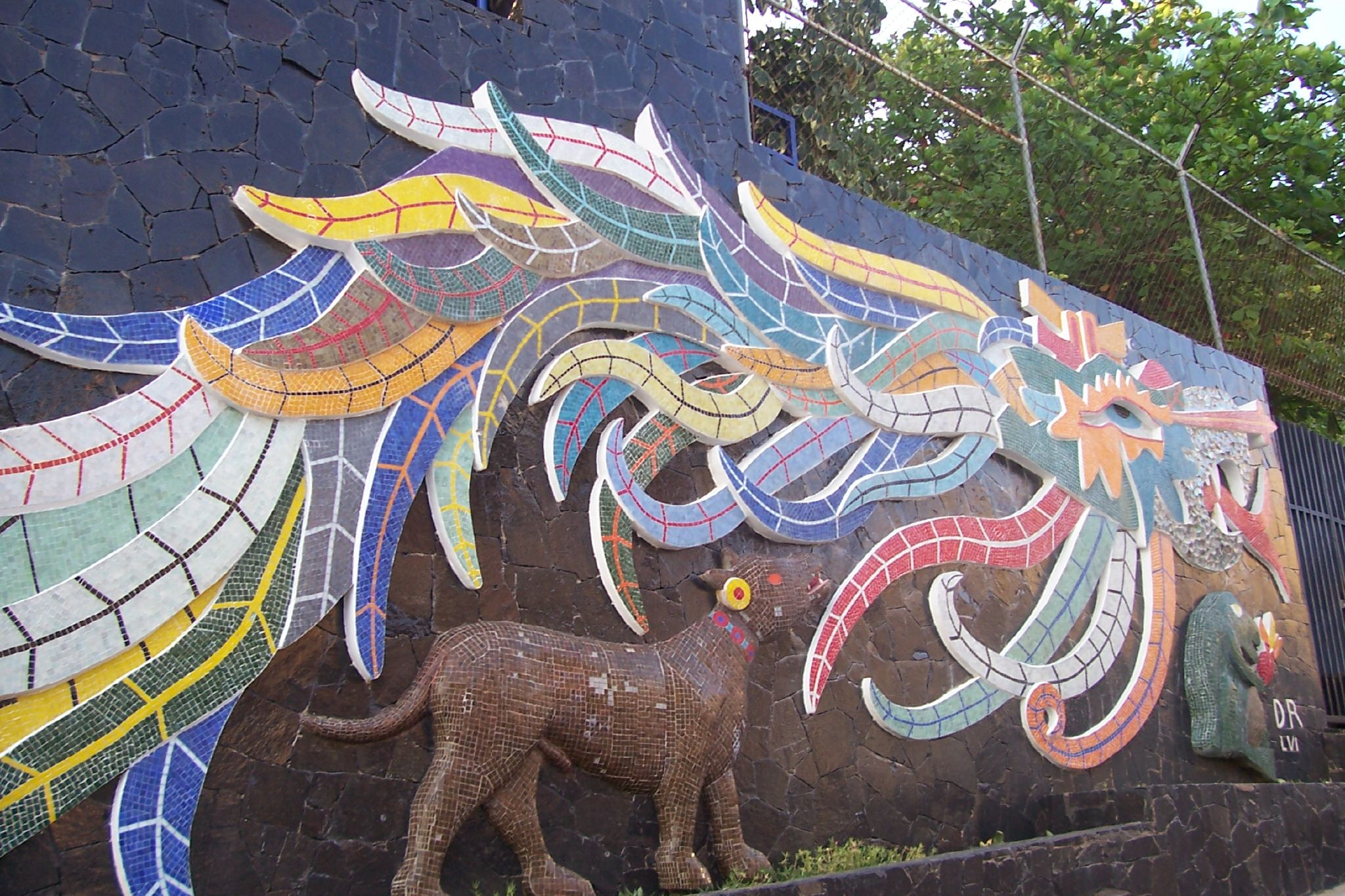
Mural de Quetzalcoatl em Acapulco por Diego Rivera

### Santos dos Últimos Dias
Alguns Mórmons acreditam que Quetzalcoatl foi historicamente Jesus Cristo, mas acreditam que Seu nome e os detalhes do evento foram gradualmente perdidos com o tempo.  De acordo com o Livro de Mórmon, o Cristo ressuscitado desceu das nuvens e visitou o povo do continente americano, logo após sua ressurreição. Quetzalcoatl não é um símbolo religioso na fé dos santos dos últimos dias, e não é ensinado como tal, nem é na sua doutrina. Um Presidente da Igreja de Jesus Cristo dos Santos dos Últimos Dias, John Taylor, escreveu: 
 A história da vida da divindade mexicana, Quetzalcoatl, assemelha-se muito à do Salvador; tão de perto, de fato, que não podemos chegar a outra conclusão senão que Quetzalcoatl e Cristo são o mesmo ser. Mas a história do primeiro foi-nos transmitida através de uma fonte lamanesa impura, que infelizmente desfigurou e perverteu os incidentes e ensinamentos originais da vida e ministério do Salvador." (Mediação e Expiação, p. 194.) 
 O autor da Igreja de Jesus Cristo dos Santos dos Últimos Dias Brant Gardner, após investigar a ligação entre Quetzalcoatl e Jesus, concluiu que a associação não passa de folclore.  Em um artigo de 1986 para Sunstone, ele observou que durante a conquista espanhola, os nativos americanos e os padres católicos que simpatizavam com eles sentiam a pressão de vincular as crenças nativas americanas ao cristianismo, fazendo os nativos americanos parecerem mais humanos e menos selvagens. Com o tempo, a aparência de Quetzalcoatl, o vestuário, a natureza malévola e o status entre os deuses foram reformulados para se adequar a uma estrutura mais cristã.

### Quetzalcoatl nos veículos de comunicação
Quetzalcoatl foi ficcionalizado no filme Q de 1982 como um monstro que aterroriza a cidade de Nova York. A divindade foi apresentada como personagem no mangá e anime Yu-Gi-Oh! A Donzela do Dragão de 5D, Beyblade e Miss Kobayashi (a última representando Quetzalcoatl como uma divindade do dragão feminino); a franquia de videogames Persona; os videogames Fate / Grand Order, Final Fantasy VIII, Final Fantasy XV, Smite (como um traje alternativo para sua contraparte maia, Kukulkan), e Indiana Jones e a Infernal Machine; e no último dos livros The Secrets of the Immortal Nicholas Flamel.  Quetzelcoatl também apareceu em (Temporada 3) do documentário do Animal Planet, Lost Cassetes, em um episódio intitulado Q the Serpent God.
Em 1971, Tony Shearer publicou um livro chamado Lord of the dawn: Quetzalcoatl e a Árvore da Vida, inspirando os seguidores da Nova Era a visitar Chichen Itza no solstício de verão, quando sombras em forma de dragão são lançadas pela pirâmide kulkulcana.

### Na cultura popular
No episódio "Ave do Paraíso" de "Godzilla: The Series", Godzilla enfrenta Quetzalcoatl, O Rei dos Monstros o derrota, tal como nos outros episódios.
Começando durante a crise em Standing Rock em 2016, em paralelo com a frase "Mni Wiconi" ("Água é Vida"), o apoio das populações indígenas mexicanas, mexicano-americanas e mexicanas incluiu o uso da frase em espanhol "Agua es Vida". Freqüentemente retratado com esta frase era Tlaloc ou Quetzalcoatl como uma serpente, ou às vezes ambos. Quetzalcoatl sendo o teotl da vida, e Tlaloc sendo o teotl de chuva e sustento, eles são frequentemente emparelhados uns com os outros desde os tempos pré-colombianos, e esta prática continua até hoje, como foi visto em apoio ao Standing Rock Lakota e em outras lutas contemporâneas pelos direitos da água. Também citado no anime Kobayashi san no maid dragon, conhecido como Lucoa san.

## Terminologia
É somente desde o período colonial que Quetzalcoatl e o resto do panteão Nahua são entendidos como "deuses".  Tradicionalmente, ele pertence ao que é conhecido coletivamente como o teteoh (forma plural de " teotl ", uma palavra nahuatl de significado ambíguo).  Teotl em si é uma noção abstrata que se refere a energia ou poder.  O termo não é compreendido para exercer poder como os deuses, mas sim para ser manifestações da energia que envolve e compõe todas as coisas.  Quetzalcoatl é um dos principais teteoh, assim como todos os Quatro Tezcatlipocas, assim como seus pais Ometecuhtli e Omecihuatl.